# إدوارد ميجر
إدوارد ميجر (بالإنجليزية: Edward Major)‏ هو سياسي أمريكي، ولد في 1615 في إنجلترا في المملكة المتحدة، وتوفي في 1655 في الولايات المتحدة.